# Feliniopsis hyperythra
Feliniopsis hyperythra là một loài bướm đêm trong họ Noctuidae.